# Scelolophia majuscula
Scelolophia majuscula là một loài bướm đêm trong họ Geometridae.